# Agraylea vilnensis
Agraylea vilnensis är en nattsländeart som beskrevs av Raciecka 1937. Agraylea vilnensis ingår i släktet Agraylea och familjen smånattsländor. Utöver nominatformen finns också underarten A. v. orientalis.